# Julia Durant ermittelt
Julia Durant ermittelt ist eine deutsche Kriminalfilmreihe des Fernsehsenders Sat.1 mit Sandra Borgmann in der titelgebenden Hauptrolle der Kriminalhauptkommissarin Julia Durant, die seit 2018 produziert und ausgestrahlt wird.
Sie ist eine Verfilmung der Kriminalromanreihe Julia Durant des Schriftstellers Andreas Franz.

## Handlung
Bei der Kriminalpolizei Frankfurt am Main ermittelt die Hauptkommissarin Julia Durant, die für ihre unkonventionellen Ermittlungsmethoden bekannt ist, zusammen mit ihrem Team, bestehend aus den Kriminalkommissaren Markus Schulz und Felix Dombrowski sowie Rechtsmedizinerin Elif Kaymaz, an Mordfällen, die in Frankfurt und Umgebung stattfanden.
Alle Drehbücher basieren auf der literarischen Vorlage des Schriftstellers Andreas Franz.

## Produktion
Der Sat.1-Geschäftsführer Kaspar Pflüger gab Anfang Februar 2018 in einem DWDL.de-Interview bekannt, dass auf dem Sender in den nächsten Jahren mehr fiktionale Eigenproduktionen ausgestrahlt werden sollen und daher unter anderem neue Filmreihen in Planung seien.
Mitte Mai 2018 gab der Sender Sat.1 schließlich die Verfilmung des Kriminalromans Jung, blond, tot (1996, Band 1) der Julia-Durant-Reihe des Schriftstellers Andreas Franz bekannt. Als titelgebende Hauptrolle wurde die Schauspielerin Sandra Borgmann gecastet. Produziert wurde die Verfilmung von Andreas Bareiss und Sven Burgemeister durch die TV60 Filmproduktion GmbH unter dem verantwortlichen Sat.1-Redakteur Patrick Noel Simon. Sie ist die erste Verfilmung eines Romans von Andreas Franz.
Anfang Juni 2019 wurde eine Fortsetzung der Reihe mit den Verfilmungen der Kriminalromane Kaltes Blut (2003, Band 6) und Mörderische Tage (2009, Band 11) bekannt. Die Produktion übernahmen diesmal Andreas Bareiss und Sabine de Mardt mit der Gaumont GmbH.
Während der erste Film vom 23. April bis zum 24. Mai 2018 gedreht wurde, wurden die beiden Folgefilme vom 28. Mai bis zum 25. Juli 2019 gedreht. Drehort ist Frankfurt am Main und Umgebung.

## Besetzung

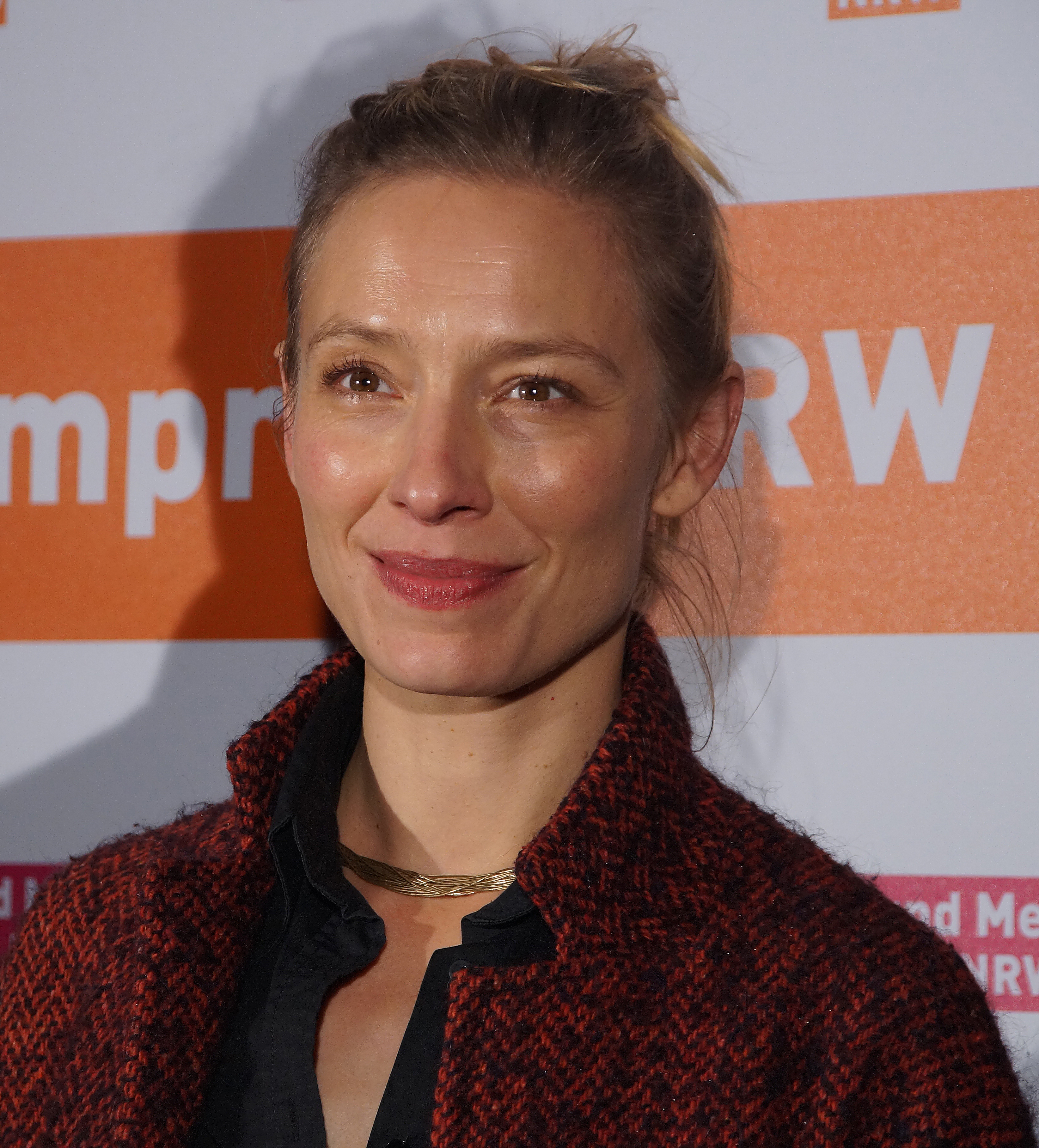
Sandra Borgmann
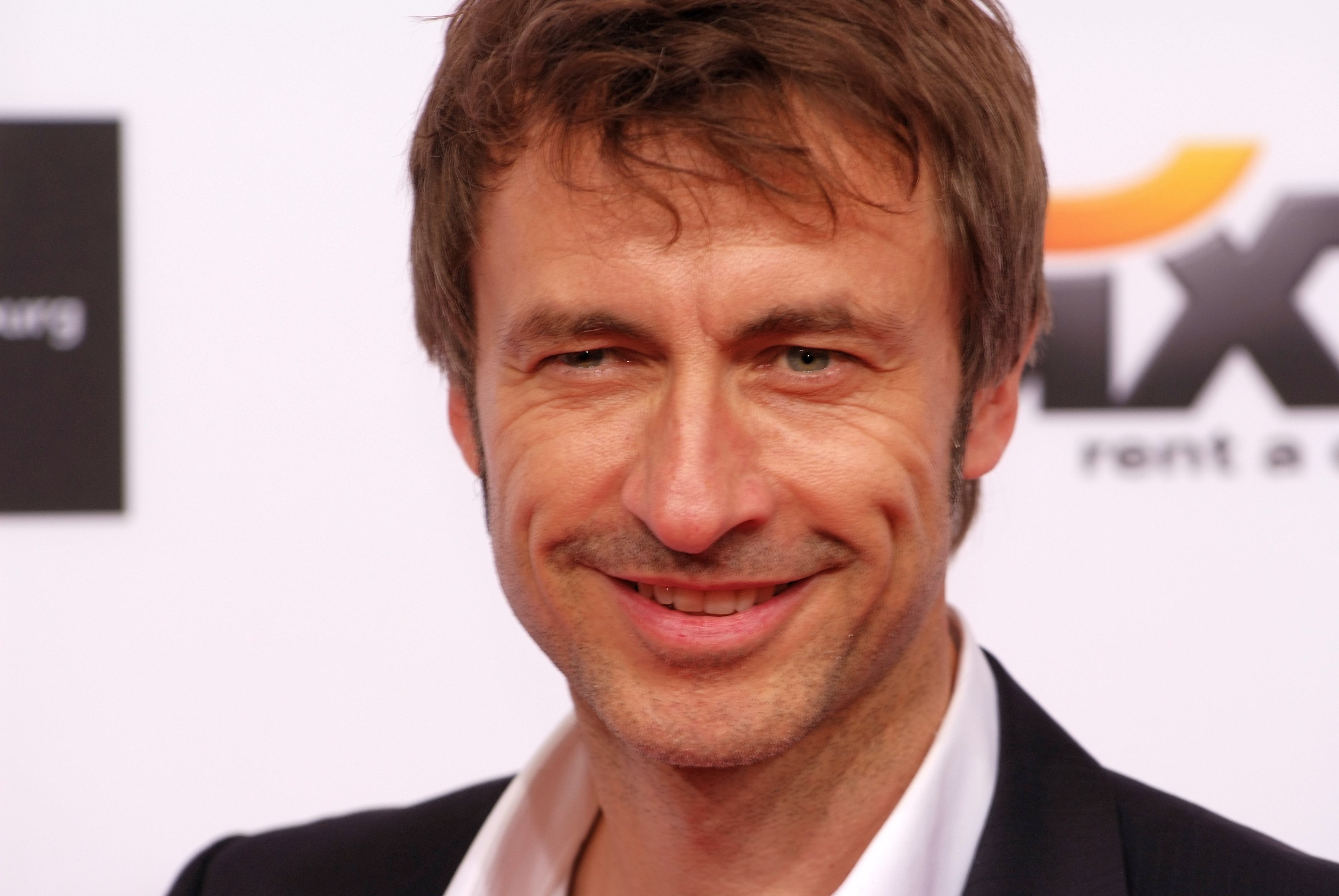
Guido Broscheit
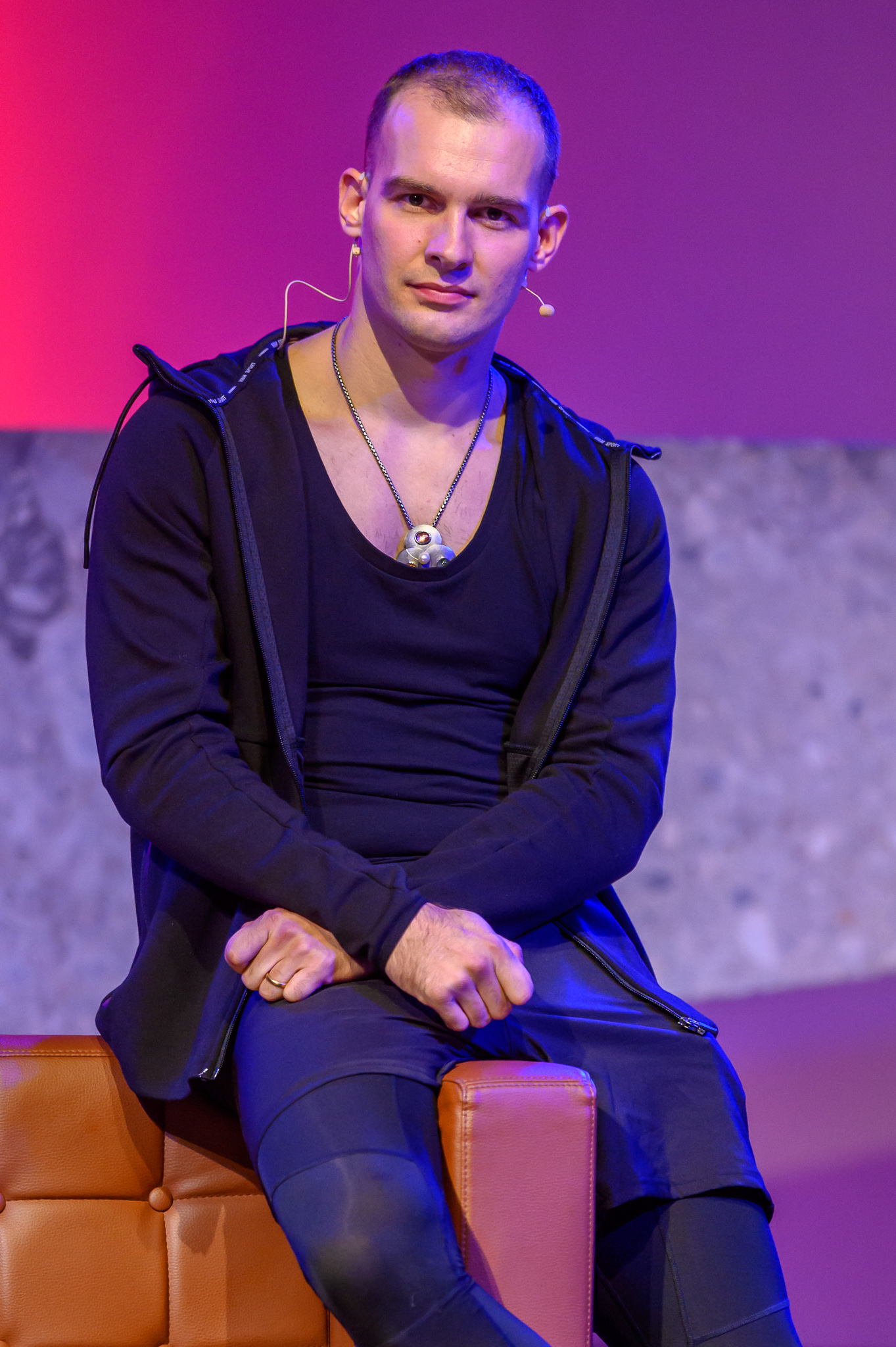
Eric Stehfest

## Episodenliste
| Nr. | Originaltitel    | Erstausstrahlung  | Erstausstrahlung  | Regie            | Drehbuch                                                   | Zuschauer (Sat.1) |
| Nr. | Originaltitel    | Sat.1             | Sat.1 emotions    | Regie            | Drehbuch                                                   | Zuschauer (Sat.1) |
| --- | ---------------- | ----------------- | ----------------- | ---------------- | ---------------------------------------------------------- | ----------------- |
| 1 | Jung, blond, tot | 4. Dezember 2018  | 3. Dezember 2018  | Maria von Heland | Kai-Uwe Hasenheit, Lancelot von Naso, Andreas Bareiss      | 2,65 Mio.         |
| Drei junge Frauen wurden ermordet und verstümmelt an verschiedenen Orten der Frankfurter Innenstadt aufgefunden.                |                  |                   |                   |                  |                                                            |                   |
| 2 | Kaltes Blut      | 14. Oktober 2019  | 13. Oktober 2019  | Nicolai Rohde    | Kai-Uwe Hasenheit, Andreas Bareiss, Christian Pasquariello | 1,40 Mio.         |
| In dem eher konservativen Dorf Okriftel verschwinden zwei Schülerinnen. Kurze Zeit später wird eine der beiden tot aufgefunden. |                  |                   |                   |                  |                                                            |                   |
| 3 | Mörderische Tage | 11. November 2019 | 10. November 2019 | Nicolai Rohde    | Kai-Uwe Hasenheit, Andreas Bareiss                         | 1,45 Mio.         |
| An der alten Mainbrücke hängt an einem Seil eine Leiche über dem Fluss.                                                         |                  |                   |                   |                  |                                                            |                   |

## Kritik
„Regisseurin von Heland (‚Große Mädchen weinen nicht‘) inszeniert den Auftakt der neuen Krimireihe mit viel Gespür und Lässigkeit und lässt den ewigen Sidekick Sandra Borgmann (‚Berlin, Berlin‘) glänzen.“

„Sollten sich die weiteren Krimis jedoch ebenfalls auf dem Niveau von ‚Jung, blond, tot‘ (TV60Film) bewegen, wäre das deutsche Fernsehen um eine sehenswerte Reihe reicher.“